# Хлорсульфоновая кислота
Хлорсульфо́новая кислота (хлорсерная кислота, сульфурилоксихлорид) — неорганическое соединение, монохлорангидрид серной кислоты с химической формулой HSO3Cl. Бесцветная, дымящая на воздухе и резко пахнущая жидкость.

## Физические свойства
В чистом виде — бесцветная подвижная жидкость, неочищенный технический продукт имеет тёмный цвет. Имеет сильный запах и сильно дымится на воздухе. Плотность составляет 1,77 г/см³ при 18 °C, плавится при температуре −80 °C, кипит при 155—156 °C, при этом частично разлагаясь.

## Химические свойства
Имеет очень высокую реакционную способность.
При взаимодействии с водой происходит взрывоподобная экзотермическая реакция с гидролизом хлорсульфоновой кислоты на серную кислоту и хлороводород и выделением большого количества энергии:
{\displaystyle {\mathsf {HSO_{3}Cl+H_{2}O\rightarrow HCl\uparrow +H_{2}SO_{4}+45,9{\text{ ккал}}}}}
С органическими соединениями хлорсульфоновая кислота взаимодействует, образуя, в зависимости от условий, сульфоновые кислоты или их хлориды:
{\displaystyle {\mathsf {RH+HSO_{3}Cl\rightarrow RSO_{2}OH+HCl\uparrow }}}
{\displaystyle {\mathsf {CH_{3}C_{6}H_{5}+2HSO_{3}Cl\rightarrow CH_{3}C_{6}H_{4}SO_{2}Cl+HCl+H_{2}SO_{4}}}}
Благодаря этим реакциям, ClSO2OH широко применяется в качестве сульфурирующего агента в органической химии.
Соли и сложные эфиры хлорсульфоновой кислоты называются хлорсульфатами.

### Родственные соединения
- Фторосульфоновая кислота FSO3H — очень сильная кислота, в незначительной степени гидролизующаяся водой.
- Бромсульфоновая кислота BrSO3H — нестабильная кислота, разлагающаяся при температуре плавления 8 °C на Br2, SO2 и H2SO4.

## Получение
Получают хлорсульфоновую кислоту непосредственно при взаимодействии хлороводорода с оксидом серы(VI):
{\displaystyle {\mathsf {HCl+SO_{3}\rightarrow ClSO_{2}OH}}}
или при взаимодействии концентрированной серной кислоты с трихлоридом или пентахлоридом фосфора:
{\displaystyle {\mathsf {PCl_{5}+H_{2}SO_{4}\rightarrow ClSO_{2}OH+POCl_{3}+HCl}}}

## Применение
Находит применение в органическом синтезе для проведения сульфирования, сульфохлорирования, конденсации, а также реакции циклизации. Результирующие продукты синтеза используются в фармацевтике, красильной промышленности, сельском хозяйстве (инсекто- и фунгициды) и других отраслях.
Непосредственно сама кислота также применяется в целях очистки парафинов, масел и смол; входит в состав дымовых и холодильных составов.

## Безопасность
Хлорсульфоновая кислота токсична. По степени воздействия на организм относится к веществам 2-го класса опасности (высокоопасные вещества) по ГОСТ 12.1.007-76.
При попадании на кожу оставляет сильные ожоги, вдыхание паров хлорсульфоновой кислоты и образующегося во влажном воздухе тумана вызывает тяжелые поражения дыхательных путей.